# Venturia ovivenans
Venturia ovivenans är en stekelart som beskrevs av Zwart 1973. Venturia ovivenans ingår i släktet Venturia och familjen brokparasitsteklar. Inga underarter finns listade i Catalogue of Life.